# جائحة فيروس كورونا في غوادلوب
توثق هذه المقالة آثار جائحة فيروس كورونا 2019–20 في غوادلوب، أحد أقاليم ما وراء البحار الفرنسية، وقد لا تتضمن جميع الاستجابات والإجراءات الرئيسية حتى الآن.

## خلفية
في 12 يناير 2020، أكدت منظمة الصحة العالمية عن ظهور فيروس كورونا المستجد كسبب للمرض التنفسي الذي أصاب مجموعة من الأشخاص في مدينة ووهان، مقاطعة خوبي، الصين، إذ أُبلغ عنهم إلى منظمة الصحة العالمية في 31 ديسمبر 2019. كانت نسبة الوفيات بين الحالات المُشخصة بكوفيد-19 أقل بكثير من جائحة فيروس سارس في عام 2003، لكن انتقال العدوى كان أكبر، والوفيات أيضًا.

## الجدول الزمني
في 5 مارس، أكد تشخيص أولى الحالات.
حتى 16 مارس، كان هناك 6 حالات إيجابية بدون أي حالة وفاة.